# Ariake Urban Sports Park
L'Ariake Urban Sports Park (有明アーバンスポーツパーク?, Ariake ābansupōtsupāku) è un impianto sportivo outdoor situato a Tokyo, nel distretto Ariake del quartiere Kōtō, e costruito in occasione dei Giochi della XXXII Olimpiade.

## Storia
I lavori di costruzione dell'impianto sono iniziati nel marzo 2019. Il 14 maggio 2021 la struttura per lo skateboard ha ospitato un evento test pre-olimpico. Dopo uno slittamento di un anno a causa della pandemia di COVID-19, tra il 25 luglio e il 5 agosto 2021 l'impianto ha ospitato le gare di BMX e di skateboard dei Giochi della XXXII Olimpiade.

## Caratteristiche
L'impianto copre una superficie complessiva di 97 000 m². La struttura per le gare di BMX ha una capienza massima di 6 600 spettatori, quella per le gare di BMX freestyle di 5 000 e quella per le gare di skateboard di 7 000.